# Vîsoke, Troițke
Vîsoke (în ucraineană Високе) este un sat în comuna Topoli din raionul Troițke, regiunea Luhansk, Ucraina.

## Demografie
Componența lingvistică a localității Vîsoke
     Rusă (78,26%)
     Ucraineană (21,74%)
Conform recensământului din 2001, majoritatea populației localității Vîsoke era vorbitoare de rusă (78,26%), existând în minoritate și vorbitori de ucraineană (21,74%).